# Rif Dimashq
Rif Dimashq (Arabisch: ريف دمشق) is een gouvernement in Syrië met een bevolking van 2.487.000.

## Districten
- Al-Qutayfah
- An-Nabk
- At-Tall
- Darayya
- Markaz Rif Dimashq
- Duma
- Qatana
- Yabrud
- Zabadani

Al-Hasakah · Aleppo · Damascus · Deir ez-Zor · Dera · Hama · Homs · Idlib · Latakia · Quneitra · Raqqa · Rif Dimashq · As-Suwayda · Tartous